# 沛爾岬之戰
沛爾岬之戰（英語：Battle of Pell's Point）是美國獨立戰爭期間英國與美國之間的一場戰鬥，發生於1776年10月18日。
自9月中旬基普灣登陸戰與哈林高地戰役後，英軍停止向曼哈頓島進攻，而大陸軍則繼續守備哈林高地。要到10月初，北美英軍總司令威廉·何奧才進行新一輪軍事行動，派軍登陸布朗克斯，試圖包圍曼哈頓。何奧先在窄頸登陸，卻因地勢不佳而遭美國民兵阻止，被迫改變地點。10月18日，英軍在沛爾岬登陸，被駐守的民兵依據石牆頑抗，造成嚴重傷亡。何奧的行軍因此有所延誤，使喬治·華盛頓能夠及時調走曼哈頓的主力部隊，北上白原市的山地佈防。10月28日，白原戰役因而爆發。

## 背景
1776年9月15日，北美英軍總司令威廉·何奧發動基普灣登陸戰，登陸曼哈頓島。接著一個月，何奧忙於協助效忠派佔領紐約市的軍事設施；當紐約在21日發生大火後，英軍又要協助安置居民。這使英軍遲遲未有發動進攻。
至於大陸軍也沒有新一輪行動。9月16日哈林高地戰役後，喬治·華盛頓繼續固守哈林高地，以阻止英軍於哈德遜河航行。不過，民兵的士氣因欠薪及欠缺衣食而繼續惡化，以致紀律敗壞，逃兵不絕。華盛頓在9月25日向約翰·漢考克指出，若果大陸議會仍在擴建正規軍隊一事上猶豫不決，革命將會失敗。幸好約翰·亞當斯理解到大陸軍的困境，而早已準備擴軍議案。在他的推動下，大陸議會於9月16日決議，授權建立一支66,000人的陸軍，所有士兵可在入伍時獲得20元，並在退役時獲取100英畝土地。不過這些措施在落實之前，華盛頓只能遊說民兵延長服役期限，以免軍隊在1777年前自動解散。
踏入10月初，何奧開始有所行動。10月9日英軍派軍艦闖入哈德遜河，輕易衝過大陸軍設下的障礙，然後與華盛頓堡及憲法堡交火。雖然英軍艦艇受損不輕，但大陸軍已不能阻止英國軍艦進入哈德遜河，而要重新考慮部署。不過華盛頓仍聽從彌敦內爾·格連的建議後，繼續留守哈林高地，沒有打算撤離。
事實上，何奧打算繞道東河，進入長島海灣，然後登陸布朗克斯，包抄曼哈頓島背面。10月12日凌晨，何奧留下珀西伯爵的軍隊於曼哈頓，然後帶同大軍乘船離去，並在夜霧掩護之下，安全通過「地獄大門」，進入長島海灣。

## 交戰
10月12日早上，亨利·克林頓帶領先鋒4,000人，在窄頸登陸。窄頸有道路直通曼谷頓島的英皇橋（King's Bridge），而該座橋樑是曼谷頓島通往大陸的唯一陸上通道。不過英軍登陸之後，才發現地圖的測量有誤。窄頸並非想像中的陸地半島，而是一座被淺灘及沼澤包圍的島嶼，只有一座堤道及一座窄橋通往大陸。駐守的25名大陸民兵見狀，旋即將橋樑拆毀，並向四周請求增援，很快便聚集了1,800人守備。無奈之下，何奧只好暫時在窄頸紮營，另覓登陸地點，同時等待威廉·馮·克尼普豪森的7,000名黑森僱傭兵增援。
10月18日早上，何奧的軍隊轉到東北面的沛爾岬登陸，並且沒有遭到抵抗。然而駐守的約翰·葛雷佛上校，已經用望遠鏡看到英軍船艦。葛雷佛先派人向查理斯·李少將請示，但李卻沒有下達指令。最後，葛雷佛決定自行迎擊。他將手上的750名民兵分成數隊，一隊150人留作後備兵，自己帶50人到前方引誘英軍，其他士兵則分散埋伏在道路兩旁的多道矮石牆。
葛雷佛的引誘部隊出擊後，很快便遭到英軍的先遣部隊，雙方駁火。隨著英軍增援陸續抵達後，葛雷佛便帶兵向後撤退。當追擊英軍抵達第一道石牆前方30碼時，葛雷佛下令200名埋伏的民兵齊射，使英軍死傷慘重，被迫向後撤退。英軍敗陣後重整軍勢，集合4,000人之力，在半小時後再次發動進攻。這次英軍先用火炮轟擊石牆的民兵陣地，但效果不佳。當英國及黑森步兵前進至石牆50碼外時，民兵再次開火，並一度與英軍僵持。
接著葛雷佛撤退到後一幅石牆，等待英軍進擊，然後故技重施。雖然民兵勢弱，但仍數次擊破英軍的進擊陣列。英軍一共進行17次齊射，才以數量迫使民兵退到第三幅石牆。英軍決定放棄正面進攻，而派出部隊由側面包抄，並將前來偵察的民兵擊潰。葛雷佛見狀，只好下令全軍撤到後方河岸，留下150名後備兵開炮阻止英軍。這支部隊接著與英軍炮戰，未有分出勝負。稍後何奧下令英軍紮營，未有越過河岸追擊；而葛雷佛在翌日亦撤退到揚克斯，戰鬥就此告終。

## 後續影響
何奧本來打算在布朗克斯包抄曼哈頓，卻在窄頸及沛爾岬接連受阻，又沒有及時追擊，喪失了攻擊先機。事實上，華盛頓雖然早在10月12日已得悉何奧進入長島海灣，但大陸軍要到16日才議決調兵北上應付，並在18日至23日期間陸續抵白原市。何奧得悉華盛頓動向後，暫時延遲包圍曼哈頓計劃，在24日揮兵北上白原，最後在28日引發白原戰役。
沛爾岬之戰的死傷人數並不明確。大陸軍民兵點算自己共有8人死亡，13人受傷；至於英軍報告則指英軍共有3人死亡，13人受傷。然而英軍報告並沒有把黑森士兵計算在內，而黑森傭兵正正是沛爾岬之戰的英國先鋒，死傷應該更為嚴重。